# نونو فونسيكا
نونو فونسيكا (30 يناير 1982 بغيمارايش في البرتغال - ) هو لاعب كرة قدم برتغالي في مركز الوسط. لعب مع إنتر كلوب وموريرينسي وFC Progresul București ‏ ونادي غوندومار ونادي فاماليساو وFC Lokomotiv Mezdra ‏ وFC Porto B ‏ وS.C. Braga B ‏ وC.F. União de Lamas ‏.

## وصلات خارجية
- نونو فونسيكا على موقع قاعدة بيانات كرة القدم.إي يو (الإنجليزية)